# Irène Kuhn
Irène Kuhn (* 1947 in Straßburg) ist eine französische Germanistin, Übersetzerin und Schriftstellerin. Sie lehrte als Dozentin für Translatologie und neuere deutsche Literatur an der Universität Straßburg.

## Leben
Kuhn wurde 1947 in Straßburg geboren und wuchs dreisprachig auf. Sie studierte in Straßburg, Paris, Hannover und Leipzig. Ab 1990 lehrte sie als Maître de conférences in der germanistischen Abteilung sowie am Institut für Übersetzer, Dolmetscher und Internationale Beziehungen (ITI-RI) der Universität Straßburg. Sie promovierte 1996 bei Gonthier-Louis Fink in Germanistik, ihr Dissertationsthema war die deutsche Übersetzung und Rezeption von Charles Baudelaires Petits Poèmes en Prose. Mit der Schrift Antoine Bermans Entwurf einer „produktiven“ Übersetzungskritik habilitierte sie sich 2007.
Schon seit den 1980er Jahren arbeitete sie als Übersetzerin aus dem Französischen ins Deutsche und umgekehrt, teilweise unter dem Pseudonym Irène de Font-Verger, inspiriert durch ihren Hof Font-Verger, wo sie seit 1983 wohnt. Als Autorin eigener, zum Teil zweisprachiger Werke sowie als Übersetzerin hat sie seit 1980 zahlreiche Bücher veröffentlicht und dabei etwa 130 meist aus dem Französischen, hin und wieder aus dem Englischen ins Deutsche, häufig auch aus dem Deutschen ins Französische übersetzt. Darunter fallen Werke bedeutender Autoren wie Georges Simenon, Henri Troyat, Marcel Pagnol, Anaïs Nin, Eugène Ionesco, Jean Piaget, Charles Baudelaire, Pierre Magnan, Benoîte Groult und Julien Green. Sie ist außerdem Herausgeberin der deutschen Ausgabe des Gesamtwerks von Eugène Ionesco und Mitübersetzerin der Dramen Heinrich von Kleists ins Französische.
Kuhn heiratete den österreichischen Schauspieler Werner Kreindl, dessen dritte Ehefrau sie war; die Ehe endete in Scheidung. Sie heiratete 1992 den Verleger Jürgen Kreuzhage, mit dem sie in der Provence lebt. Sie ist Mitglied im Verband deutscher Schriftstellerinnen und Schriftsteller (VS), in der Association des Traducteurs Littéraires de France (ATLF) sowie bei ATLAS, einer Unternehmensberatung für angehende Übersetzer.
Kuhn war ein Jury-Mitglied für den früheren André-Gide-Preis wie auch für den Stefan-George-Preis, der von der Heinrich-Heine-Universität Düsseldorf vergeben wird.

## Werke
- 1990: (Unter dem Pseudonym Irène de Font-Verger:) Die Küche der Provence. Land und Menschen. Hädecke Verlag, Weil der Stadt, ISBN 3-7750-0205-7.
- 1991: (Zusammen mit Klaus Tödt-Rübel:) Das Leben in früheren Zeiten (= Farbiges Wissen; Bd. 7). Ravensburger Buchverlag Otto Maier, Ravensburg, ISBN 3-473-35667-0.
- 1992: Tour de France. Frankreich in kleinen Geschichten. Deutscher Taschenbuch Verlag, München, ISBN 3-423-09288-2.
- 1994: (Unter dem Pseudonym Irène de Font-Verger:) Die Küche des Elsass. Land und Menschen. Hädecke Verlag, Weil der Stadt, ISBN 3-7750-0245-6.
- 1996: La destinée allemande des Petits Poèmes en Prose de Baudelaire. Traduction et réception critique (1869–1939). PU de Lille.
- 2003: Mesdames! Große Französinnen in kleinen Geschichten. Deutscher Taschenbuch Verlag, München, ISBN 3-423-09428-1.
- 2007: Antoine Bermans „produktive“ Übersetzungskritik. Entwurf und Erprobung einer Methode. Mit einer Übersetzung von Bermans Pour une Critique des traductions. Gunter Narr Verlag, Tübingen, ISBN 978-3-8233-4094-2.
  - Rezension von Ulrike Bokelmann: Erfahrung des Fremden. In: Übersetzen, 1, 2010, S. 15f. Volltext
- 2014: Un tour de France pour les gourmets. Eine Frankreichreise für Feinschmecker. Deutscher Taschenbuch Verlag, München, ISBN 978-3-423-09522-8.
- 2017: Découvrir la France. Frankreich entdecken. Deutscher Taschenbuch Verlag, München, ISBN 978-3-423-09538-9.

## Übersetzungen (Auswahl)
- 1980: Henri Troyat: Der Auserwählte. Ein Roman aus der Zeit Katharina der Großen. Nymphenburger Verlagshandlung, München, ISBN 3-485-00381-6.
- 1981: Anaïs Nin: Das Kindertagebuch 1914–1919. Zwei Teile. Nymphenburger Verlagshandlung, München, ISBN 3-485-00399-9 / ISBN 3-485-00405-7.
- 1983: (Zusammen mit Ralf Stamm:) Marcel Pagnol: Ganz Persönliches. Langen Müller Verlag, München/Wien, ISBN 3-7844-1968-2.
- 1984: Benoîte Groult: Leben will ich. Droemer Knaur Verlag, München, ISBN 3-426-19113-6.
- 1985: Simenon auf der Couch. 5 Ärzte verhören den Autor 7 Stunden lang. Diogenes Verlag, Zürich, ISBN 3-257-01701-4.
- 1985: (Zusammen mit Ralf Stamm:) Eugène Ionesco: Das groteske und tragische Leben des Victor Hugo. Popa Verlag, München, ISBN 3-9800542-7-6.
- 1987: Julien Green: Die Dramen. Langen Müller Verlag, München, ISBN 3-7844-2165-2.
- 1987: Eugène Ionesco: La main peint. Notes de travail. Die Hand malt. Erker Verlag, Sankt Gallen, ISBN 3-905545-72-1.
- 1988: (Zusammen mit Renate Sandner:) Jacqueline de Segonzac: Trauer und Wahn. Tagebuch einer Manisch-Depressiven. Athenäum Verlag, Frankfurt am Main, ISBN 3-610-08496-0.
- 1988: Benoîte Groult: Salz auf unserer Haut. Droemer Knaur Verlag, München, ISBN 3-426-60910-X.
- 1990: Bernard-Henri Lévy: Die letzten Tage des Charles Baudelaire. List Verlag, München/Leipzig, ISBN 3-471-78045-9.
- 1990: (Zusammen mit Klaus Tödt-Rübel:): Laurence Ottenheimer-Maquet: Die Erde ernährt uns. Ravensburger Buchverlag Otto Maier, Ravensburg, ISBN 3-473-35662-X.
- 1990: (Zusammen mit Klaus Tödt-Rübel:) Gaud Morel: Die Natur in der wir leben. Ravensburger Buchverlag, Ravensburg, ISBN 3-473-35665-4.
- 1991: (Zusammen mit Klaus Tödt-Rübel:) Die Kinder der Welt. Ravensburger Buchverlag Otto Maier, Ravensburg, ISBN 3-473-35668-9.
- 1991: (Zusammen mit Klaus Tödt-Rübel:) Laurence Ottenheimer-Maquet: Leben der Tiere. Ravensburger Buchverlag Otto Maier, Ravensburg, ISBN 3-473-35661-1.
- 1994: (Zusammen mit Ingrid Schwarz:) Eugène Ionesco: Fußgänger der Luft. Raamin Presse, Hamburg.
- 1995: (Zusammen mit Ralf Stamm:) Françoise Giroud: Die Liebhaberin. Marion von Schröder Verlag, Düsseldorf, ISBN 3-547-73218-2.
- 1998: (Zusammen mit Ralf Stamm:) Huguette Dreikaus: Das Elsaß, das ich meine. Kleine Philosophie aus der Provinz. Edition DNA, Strassburg, ISBN 2-7165-0460-1.
- 1999: (zusammen mit Ralf Stamm:) Jean Piaget: Über Pädagogik. Beltz Verlag, Weinheim/Basel, ISBN 3-407-22001-4.
- 2000: Pierre Magnan: Das Zimmer hinter dem Spiegel. Scherz Verlag, Bern/München/Wien, ISBN 3-502-10432-8.
- 2000: Charles Baudelaire: Kleine Prosagedichte. Wissenschaftliche Buchgesellschaft, Darmstadt, ISBN 3-534-14742-1.
- 2006: George Simenon: Hotel „Zurück zur Natur“. Diogenes Verlag, Zürich, ISBN 3-257-23564-X.
- 2007: Pattes de velours. Samtpfoten. Die schönsten Katzengeschichten der französischen Literatur. Deutscher Taschenbuch Verlag, München, ISBN 978-3-423-09473-3.
- 2011: (Zusammen mit Ralf Stamm:) De l’amour. Aphorismen und andere Gedankensplitter. Deutscher Taschenbuch Verlag, München, ISBN 978-3-650-71785-6.
- 2011: Charles Baudelaire: Der Spleen von Paris. Kleine Prosagedichte. Verlag Lambert Schneider, Darmstadt, ISBN 978-3-650-24251-8.

## Herausgeberschaft
- 1985: (Zusammen mit François Bondy:) Eugène Ionesco: Werke, 6 Bände. Bertelsmann Verlag, München, ISBN 3-570-08788-3 / ISBN 3-570-08789-1 / ISBN 3-570-08790-5 / ISBN 3-570-08791-3 / ISBN 3-570-08792-1 / ISBN 3-570-08793-X.